# 国防部 (中華民国)
国防部（こくぼうぶ）は、中華民国の行政院に属する国防を司る省庁。国防部の長官を国防部長と称し、行政院政務委員が任命される。諸外国の国防省に相当する。

## 歴史
国防部の前身は中華民国臨時政府（中国大陸時代）の「陸軍部」と「海軍部」に遡ることが出来る。1928年10月、蔣介石が北伐を行い中国を統一後、「軍政部」と「海軍部」が行政院の管轄に改編された。1932年1月、軍政に関する指揮系統を統一するため国民政府軍事委員会が復活し、蔣介石が委員長及び参謀総長を兼職し、この制度が日中戦争の間続いた。1946年6月1日、国民党政府は軍事委員会及び軍政部を解散し，行政院の下に国防部を設置した。初代国防部長には白崇禧が任命された。

## 組織

中華民国国防部の軍旗

国防部長の旗

参謀総長の旗

国防部の印

### 部本部編制[1]
- 国防部長（特任官）
  - 軍政副部長（特任官/大将）
  - 軍備副部長（大将）
    - 常務次長（次長の2人）(中将)
    - 参事（8人、簡任官/中将）
    - 総督察長（1人、簡任官/中将）
    - 司長（4人、簡任官/中将）
    - 主任（4人、簡任官/中将）
    - 副総督察長（1人、簡任官/少将）
    - 副司長（4人、簡任官/少将）
    - 副主任（4人、簡任官/少将）
    - 參謀主任（1人、少将）
    - 処長（28人、簡任官/少将、大佐）
    - 專門委員（15人、簡任官）
    - 副処長（20人、簡任官/大佐）
      - 科長（20人、薦任官/大佐）
      - 參謀（530人、佐官、尉官、士官）
      - 軍法官（10人、大佐/中佐）
      - 秘書（4人、薦任官）
      - 技正（3人、薦任官）
      - 視察（37人、薦任官）
      - 專員（17人、薦任官）
      - 科員（36人、薦任官/委任官）
      - 技士（3人、薦任官/委任官）
        - 技佐（2人、委任官）
        - 助理員（5人、委任官）
        - 書記（5人、委任官）

### 参謀本部
- - 参謀総長(大将)
    - 副参謀総長執行官(大将)
      - 副参謀総長（2人）(中将)

### 司令部（軍事機関）
- 陸軍司令部(大将)
- 海軍司令部(大将)
- 空軍司令部(大将)

### 指揮部（軍事機関）
- 憲兵指揮部(中将)
- 資通電軍指揮部(中将)

### 部本部単位
- 政務弁公室：部長の任務支援及び、立法院、監察院の対応等の業務を担当
  - 史政編訳処：軍史編纂及び海外の軍事関連文書の翻訳業務を担当
- 主計室：予算配分等、財務に関する予算関連業務全般を担当
- 総督察長室：軍紀及び風紀の維持に関する業務全般を担当
- 国防採購室：物資及び武器の調達に関する業務全般を担当
- 人事室：人事に関する業務全般を担当
- 政風室：汚職取締に関する業務全般を担当
- 戦略規劃司：戦略研究、長期国防計画立案、国軍編成の計画と実施を担当
- 資源規劃司：物資、人員、軍用地の管理運用及び国防技術に関する業務全般を担当
- 整合評估司：戦略、軍制、兵力配置、物資分配等の評価・提言に関する業務を担当、と國防智庫準備室（財団法人国防安全研究院）
- 法律事務司：軍事法制及び軍官、軍民間の契約、軍法会議等に関する業務全般を担当
- 訴願審議委員会：組織内部の監察業務を担当
- 国軍官兵権益保障委員会：軍人及び軍属の権利保障業務を担当

### 部本部外部の直属機関
- 全民防衛動員署：人員及び物資の軍事動員、後方支援任務、防空演習に関する業務全般を担当、軍事部隊もある。
  - 予備指揮部(中将)
- 軍備局：軍装備の製造、外注、品質管理などの業務全般を担当
- 主計局：給与、業務経費に関する業務全般を担当
- 軍医局：軍事医療関係の業務全般を担当
- 政治作戦局：軍内部の情報と思想統制に関する業務全般を担当
  - 漢声放送、復興放送、軍聞社、青年日報社 等
- 国防大学：軍事教育の最高機構
- 行政法人国家中山科学研究院
- 財団法人国防安全研究院（中国語版）

### 参謀本部
- 人事参謀次長室
- 情報参謀次長室
- 作戦及び計画参謀次長室
- 兵站参謀次長室
- 通信電子情報参謀次長室
- 訓練参謀次長室
- 軍事情報局
- 電訊発展室
- 情報電子作戦指揮部
- 防空ミサイル指揮部

## 歴代国防部長
国防部発足以前の軍部大臣については中華民国の軍部大臣一覧を参照
| 代 | 氏名   | 就任日         | 退任日         |
| -- | ------ | -------------- | -------------- |
| 1  | 白崇禧 | 1946年5月23日  | 1948年6月2日   |
| 2  | 何応欽 | 1948年6月3日   | 1948年12月21日 |
| 3  | 徐永昌 | 1948年12月22日 | 1949年4月30日  |
| 4  | 何応欽 | 1949年5月1日   | 1949年6月11日  |
| 5  | 閻錫山 | 1949年6月12日  | 1950年1月30日  |
| 6  | 顧祝同 | 1950年1月31日  | 1950年2月28日  |
| 7  | 兪大維 | 1950年3月1日   | 1951年2月28日  |
| 代 | 郭寄嶠 | 1950年3月1日   | 1951年2月28日  |
| 8  | 郭寄嶠 | 1951年3月1日   | 1954年5月30日  |
| 9  | 兪大維 | 1954年6月1日   | 1965年1月13日  |
| 10 | 蔣経国 | 1965年1月14日  | 1969年6月30日  |
| 11 | 黄杰   | 1969年7月1日   | 1972年5月31日  |
| 12 | 陳大慶 | 1972年6月1日   | 1973年6月30日  |
| 13 | 高魁元 | 1973年7月1日   | 1981年11月19日 |
| 14 | 宋長志 | 1981年12月1日  | 1986年6月30日  |
| 15 | 汪道淵 | 1986年7月1日   | 1987年4月28日  |
| 16 | 鄭為元 | 1987年4月29日  | 1989年12月4日  |
| 17 | 郝柏村 | 1989年12月5日  | 1990年5月31日  |
| 18 | 陳履安 | 1990年6月1日   | 1993年2月26日  |
| 19 | 孫震   | 1993年2月27日  | 1994年12月15日 |
| 20 | 蔣仲苓 | 1994年12月16日 | 1999年1月31日  |
| 21 | 唐飛   | 1999年2月1日   | 2000年5月19日  |
| 22 | 伍世文 | 2000年5月20日  | 2002年1月31日  |
| 23 | 湯曜明 | 2002年2月1日   | 2004年5月19日  |
| 24 | 李傑   | 2004年5月20日  | 2007年5月19日  |
| 25 | 李天羽 | 2007年5月20日  | 2008年2月24日  |
| 26 | 蔡明憲 | 2008年2月25日  | 2008年5月19日  |
| 27 | 陳肇敏 | 2008年5月20日  | 2009年9月9日   |
| 28 | 高華柱 | 2009年9月10日  | 2013年7月31日  |
| 29 | 楊念祖 | 2013年8月1日   | 2013年8月7日   |
| 30 | 厳明   | 2013年8月8日   | 2015年1月30日  |
| 31 | 高広圻 | 2015年1月31日  | 2016年5月19日  |
| 32 | 馮世寛 | 2016年5月20日  | 2018年2月26日  |
| 33 | 厳徳発 | 2018年2月26日  | 2021年2月22日  |
| 34 | 邱国正 | 2021年2月23日  | 2024年5月20日  |
| 35 | 顧立雄 | 2024年5月20日  | 現職           |